# Zoras il ribelle
Zoras il ribelle (Diez fusiles esperan) è un film del 1959 diretto da José Luis Sáenz de Heredia e interpretato da Francisco Rabal.
È stato presentato in concorso alla 9ª edizione del Festival internazionale del cinema di Berlino.

## Trama
Zoras e Miguel sono due ufficiali dell'esercito carlista impegnati nella guerra civile spagnola, la cui amicizia è messa a dura prova quando entrambi si innamorano di Teresa, figlia di un capocomico girovago. Miguel sembra cedere il campo all'amico, intenzionato a chiedere la ragazza in moglie, ma Teresa è innamorata di lui e durante un'assenza di Zoras i due decidono di sposarsi. Per Zoras è un grave colpo e l'uomo inizia a mettere in discussione i valori in cui crede, patria, onore e amicizia.
Fatto prigioniero dai cristini e condannato a morte, Zoras chiede di rivedere per l'ultima volta sua moglie e suo figlio, in realtà inesistenti, e riesce ad ottenere ventiquattr'ore di libertà al termine delle quali dovrà tornare al comando per affrontare il plotone di esecuzione. In realtà Zoras intende fuggire in Francia e Miguel tenta di ridestare in lui la coscienza di uomo d'onore, ma quando si rende conto che ogni insistenza è vana prende il suo posto, giusto in tempo per accorgersi che i sentimenti di lealtà sono prevalsi nell'animo dell'amico che giace a terra crivellato di colpi.

## Distribuzione
Il film è stato distribuito in Spagna il 14 aprile 1959 e in Italia il 15 giugno dello stesso anno.

## Riconoscimenti
Nel 1959 Carlos Blanco ha ricevuto il premio del Sindicato Nacional del Espectáculo per la miglior sceneggiatura.